# 李貞 (東莞)
李貞（？—17世紀），字定夫，廣州府東莞縣人，明朝、南明政治人物。

## 生平
李貞是諸生出身，遊歷太學，有才名，重視承諾；然而非常揮霍，和張家玉投契。崇禎八年（1635年），他打算上書，但未成事。到南明隆武年間忠誠被包圍，他起義支援，萬元吉題名他為職方主事，監督廣東義軍。忠誠失守，李貞望向北方痛哭不欲生，不久和何如栻跟從張家玉起兵，被執拿入獄施刑，不過很快獲釋。永曆二年（1648年），他到達行在遷任兵科給事中，轉為吏科、戶科。兩次上疏請求撫恤張家玉遺族，永曆帝很感動，賜他諡爵。吳楚局面奠定，不比附迎合權貴，上表封事數萬字。廣州再次失陷，與蔡二西等人出家為僧，號大呆，假裝瘋狂，鍾情喝酒。他的兒子李𦇗也捨棄諸生身份。

## 引用
1. 1 2  錢海岳《南明史·卷五十七·列傳第三十三》：李貞，字定夫，東莞人。諸生。遊太學，負才名，重然諾，用財如糞土，與張家玉尤相契。崇禎八年，擬北上書不果。忠誠圍急，舉兵往援，萬元吉題職方主事，監督廣東義旅。忠誠失，北望痛哭不欲生。已與何如栻從家玉起兵，被執下獄，五毒備至，未幾得釋。
2. ↑  錢海岳《南明史·卷五十七·列傳第三十三》：永曆二年，之行在遷兵科給事中，轉吏戶科。二上疏為家玉請卹，上為感動，得賜諡爵。吳楚局分，貞不阿附，上封事數萬言。廣州再陷，與蔡二西等僧服禿髮，曰大呆，陽狂，陶情於酒。子𦇗，亦去諸生。